# 相席スタート
相席スタート（あいせきスタート）は、吉本興業東京本社に所属する山﨑ケイと山添寛からなる日本の男女お笑いコンビ。M-1グランプリ2016ファイナリスト。

## メンバー
山﨑 ケイ（やまざき けい、1982年6月13日 - ）（43歳）
ボケ（ネタによってはツッコミ）担当。
本名（結婚後）：大江 恵（おおえ けい）、旧姓・旧芸名：山﨑 恵（読み同じ）。身長163 cm、体重70 kg。血液型はB型。
キャッチフレーズ的なものは「美人ではないがブスでもない女」「ちょうどいい感じのブス」「イイ女の雰囲気出してる芸人」。
趣味・特技は旅行、昼ドラ鑑賞、酒、食べ歩き、カードゲーム（人狼など）、空手、フットサル。恋愛相談。
千葉県柏市出身、江戸川学園取手中学校・高等学校・早稲田大学第一文学部卒業。大学4年間で1人も友達ができず（自分から『友だちになりたいな』と声をかけるのは苦手）卒業式にも出席せずに当日は自宅で涙を流していたという。
NSC東京校13期出身。大学卒業後はNSCへの入学料及び授業料を貯めるため、丸の内でOLとして約1年間働いた。
2014年の年始めで泥酔した際に転倒、救急車で運ばれ4針縫うほどの怪我をした。
「人の立場で物事を考えなさい」「自分がされて嬉しいことは人にしても嬉しいはず、人が嫌なことはするな」などといったことを母親からしつこく躾けられ、これが自身にとっての基本になっている。自ら「山﨑教」と称し、母親を「大教祖」とも呼んでいる。一方で中学時代に「自分の価値観を押し付けるな」とも言われ初めて「人はみんな一緒じゃない」と気付き、「偽善者」呼ばわりされて自分の殻へ閉じこもっていた時期もあったものの、押し付けだろうが偽善者だろうが自分がされて嬉しいことはやっていこうと改めて解釈したという。
中学時代から天海祐希の大ファンで、退団パレードにも足を運んでいる。天海との共演では感激のあまり号泣した。
2020年10月14日、元吉本の後輩でもある落語家の立川談洲（本名・大江卓）と結婚。交際は2017年からでプロポーズも結婚指輪もなく、本名が大江姓となったことを明かしている。
夫からは「ケイちゃん」「ケチャ」「ケイちまん」「ケイP」「ケピ」「ケーピチャ」など、複数の呼び名がある。
2020年9月より、ナイツがパーソナリティーを務める『ザ・ラジオショー』（ニッポン放送）にて火曜パートナーを担当。
2020年11月より、『卒業アルバムに1人はいそうな人を探すラジオ』（文化放送）の木曜パーソナリティを担当。
2023年6月6日、第1子の出産を「FANYマガジン」を通じて報告。

山添 寛（やまぞえ かん、1985年6月11日 - ）（40歳）
ツッコミ（ネタによってはボケ）・ネタ作り担当。
キャッチフレーズ的なものは「イケメン風男子」。
京都府京都市左京区出身。4人兄弟の3男。実家は老舗の古美術商。身長182 cm、体重68 kg。血液型はO型。
趣味・特技はドラマ鑑賞、温泉巡り、ギャンブル、コーヒー、タバコ、カードゲーム（人狼など）、空手、フットサル、絵画。
大津市立比叡平小学校・京都市立近衛中学校・京都府立鴨沂高等学校卒業。事務所の先輩にあたる昴生（ミキ）は、中学時代に所属していたサッカー部の1年後輩だった。新聞配達のアルバイトをしていた頃にはミキの家にも新聞を配っていた。高校時代には2才年下で当時、京都府に在住していた赤井沙希（赤井英和の娘）と付き合っていた時期がある。
NSC東京校14期出身。これ以前にもNSC大阪校へ27期生として入っていたが、わずか2ヶ月で通わなくなり中退した。
カレーが好物。「賄いでカレーを食べられる」という理由から、CoCo壱番屋でアルバイトもしていた。
目標とするタレントは笑福亭鶴瓶。
極度のギャンブル好きで「ボートレースにハマりまくって借金をしている」ことや、相方・山﨑にも多額の金を借りていることが2019年3月12日放送の『ウチのガヤがすみません!』（日本テレビ）、2019年10月13日放送の『サンデー・ジャポン』（TBSテレビ）で公表された。山﨑からの借金額は一時400万円まで膨れ上がるも、2022年1月7日放送の『芸人シンパイニュース』において完済が伝えられた（ただし吉本からは借りている）。
借金を「絆」、ギャンブルを「夢追い」と独特のワードで表現して「借金額と幸せは比例する」などと発言するため、山﨑曰く「貸す方は何かよいことをしているような錯覚に陥る」。
2019年11月13日放送の『ウチのガヤがすみません!』にて、マギー審司指導の下でマジックを学びマギー司郎の前でマジックを披露して成功。マギー山添を襲名した（タキシードは緑色）。
2017年12月、京都府文化観光大使に就任。
2019年6月8日から、女性誌『Oggi.jp』にて「本日もクズ紳士なり」連載を開始。
「ゾエ」「ゾエさん」と呼ばれやすい。

## 略歴
2012年8月9日、山添が組んでいた「ヒダリウマ」が解散。同年11月30日、山﨑の組んでいた「KBBY」も解散。解散後の同年中、世話になっている放送作家の山田ナビスコから「お前らが売れるのは見えた」と、コンビ結成をお互い勧められていた。しかし山田から「見えた」と言われて売れるのが見えたことが無いということで、最初は周りのみんなから反対されたという。なお、山﨑は解散報告に訪れたその日に勧められている。
元々お互いは良い印象を持っておらず親しい間柄でもなく、周りの芸人たちからも「やめとけ」などと説得されており結成は微塵も頭になく、当初は丁重に断ろうとしていた。しかし断りを入れる前に解散直後の芸人たちによるトークライブ開催を希望し、久松大士（元少年感覚）・ゆっちゃん（元フラッパー☆）を含む解散して間もなかった4人でライブを行う。なお、このライブと同時期に『NexT』（日本テレビ）から『解散芸人の相方探し』として山添が取材を受けており、上記ライブからの過程をドキュメントとして放送。2700からアドバイスを受けた山添が山﨑に連絡し、そのライブで試験的にコンビを組んでネタを披露。しかしこの時はまだ手応えが感じられず、お互いコンビ結成には躊躇っていたが山添の心情が徐々に傾き始め、2013年2月2日放送『NexT』にてピースや2700らが見守る中で、山添からの公開告白を山﨑が快諾して結成に至った。
吉本には「芸歴が異なるコンビは、後輩の期に先輩が降りる」という慣習があり、相席スタートも芸歴が異なるためコンビとしては山添のNSC東京校14期に山﨑が降りる形となる（個人の芸歴には影響せず、上下関係が変わるわけでもない）。

## 芸風
漫才とコント共に行う。漫才では山添が「お隣よろしいですか」と訊ね、山﨑が「どうぞ」と答えてからネタが始まる。また、ネタをシメる際には山添が山﨑のボケに対して「お席外させていただきます」と返すという、コンビ名に因んだスタイルをとっている。
男女の恋愛模様をリアルかつ巧みに描写したネタを主とする。山﨑が中途半端な容姿を前面に出した主張を山添が往なしたり丸め込んだりする掛け合いや、女性にとってのモテたい赤裸々な思いと、それを受けた正直な男心との掛け合いが特徴とも言われる。ネタの冒頭で山添が山﨑を怒らせるような台詞を発したり、山﨑はこれが“ツボ”とも話していたことがある。
「先輩女性と後輩男性」という実際のプロフィールに基づく関係性をネタにも踏襲しており、山添は山﨑を「ケイさん」と呼び、山﨑は山添をネタ中では「アンタ」でそれ以外では「山添」と呼ぶ。
ネタ作りにおいてベースは山添が担い、8割ほど出来た後で山﨑がチェックしてネタを仕上げている。

## 賞レース成績・受賞歴など

### M-1グランプリ
ラストイヤーの2028年まで出場可能だが、2018年を最後に出場していない。
| 年     | 結果         | エントリーNo. | 決勝戦キャッチコピー | 備考                     |
| ------ | ------------ | ------------- | -------------------- | ------------------------ |
| 2015年 | 準決勝敗退   | 1052          |                      | 予選23位、敗者復活戦13位 |
| 2016年 | 決勝9位      | 1843          | 婚活系漫才           |                          |
| 2017年 | 準決勝敗退   | 74            |                      | 予選11位、敗者復活戦7位  |
| 2018年 | 準々決勝敗退 | 1393          |                      |                          |

### キングオブコント
2022年を最後に出場していない。
| 年     | 結果         |
| ------ | ------------ |
| 2014年 | 準決勝敗退   |
| 2015年 | 準決勝敗退   |
| 2016年 | 準決勝敗退   |
| 2017年 | 準決勝敗退   |
| 2018年 | 準決勝敗退   |
| 2019年 | 準決勝敗退   |
| 2020年 | 準決勝敗退   |
| 2021年 | 準々決勝敗退 |
| 2022年 | 準決勝敗退   |

### その他
- 2013年 日清食品 THE MANZAI ワイルドカード決定戦敗退（本戦サーキット18位）
- 2018年 シモネタGP2018 決勝進出

## 単独ライブ
- 相席スタートトークライブ 終電逃し逃がし（2014年2月7日から定期的に開催中、東京渋谷・シアターD）[42]
- ロゼの気分（2014年3月21日、ヨシモト∞ホール）[43]
- SUMMER DREAM（2014年8月17日、ヨシモト∞ホール）[44]
- トークライブ 相席ナイトライブ（2015年1月16日から隔月ペースで開催、ヨシモト∞ホール）[5]
- シガレットな関係（2015年3月27日、ヨシモト∞ホール）[45]
- ツーナイトラブ（2015年8月29日、ヨシモト∞ホール）[46]
- ソトの気分（2016年5月5日、北沢タウンホール）[47]
- ねた・寝た・妬・ネタ（2016年7月24日、新宿シアターモリエール）[48]
- Luxury time（2017年4月6日、ルミネtheよしもと）[49]
- aiseki ST（2017年8月2日、ルミネtheよしもと）[50]
- 駆け引き（2018年3月30日、ルミネtheよしもと）
- 密会（2018年8月7日、ルミネtheよしもと）

## 出演

### テレビ番組

#### 現在のレギュラー番組
- ラヴィット!（2021年8月24日 - 、TBSテレビ） - 主に山添が火曜日中心に不定期出演（山添曰く「レギュラー番組」[51]）
- トークィーンズ（2023年1月19日 - 、フジテレビ） - 山﨑のみ、不定期出演
- 正解の無いクイズ（2022年10月31日・11月7日、2023年4月3日 - 、テレビ東京）-　山添のみ

#### 過去のレギュラー番組
- 4コマコント 起笑転結（2015年10月 - 12月、日本テレビ） - 不定期レギュラー出演
- PON!（2015年10月7日 - 2017年3月、日本テレビ） - 毎週月曜日にスタジオレギュラー出演
- こそこそチャップリン（2015年11月28日 - 2016年3月26日、テレビ東京） - 不定期出演
- ウチのガヤがすみません!（日本テレビ）
- チャント!（2019年4月1日 - 9月24日、中部日本放送） - リポーター
- TOKIOカケル （2021年4月 - 、フジテレビ） - 山﨑のみエンジェルちゃんとして不定期出演。
- 競輪LIVE!チャリロトよしもと（2022年3月22日 - 2024年10月14日、BSよしもと）- 山添のみ、月曜レギュラー
- ポップUP!（2022年4月8日 - 12月23日、フジテレビ） - 金曜日レギュラー[52]
- 一億総リミッター解除バラエティ 衝動に駆られてみる（2023年5月7日 - 9月24日、テレビ朝日）- 山添のみ
- スーパー山添大作戦（2023年4月4日 - 2024年3月26日、テレビ朝日）- 山添のみ、冠番組

### テレビドラマ
- でも、結婚したいっ! 〜BL漫画家のこじらせ婚活記〜（2017年4月4日、フジテレビ）
- 恋がヘタでも生きてます 第5話（2017年5月4日、日本テレビ・読売テレビ） - 占い師 役（山﨑）
- 居酒屋ぼったくり（2018年4月21日、BS12 トゥエルビ） - アキの母 役（山﨑）
- 人生が楽しくなる幸せの法則（2019年1月10日 - 3月14日、読売テレビ） - ちょうどいいブスの神様 役（山﨑）
- ユニコーンに乗って 最終話（2022年9月6日、TBSテレビ） - 先輩A 役（山添）[53]
- Destiny 第8話（2024年5月28日、テレビ朝日）- 配達員役（山添）
- シンデレラ クロゼット（2025年7月2日 - 、TBS） - 中村あすか 役（山﨑）[54]

### ウェブ番組
- よしログ（2016年4月 - 、GYAO!） - 「よしログ30」レギュラー
- 菊地亜美のモテたいオンナ（2016年8月1日 - 12月26日、AbemaTV） - 不定期アシスタント（山﨑）
- イヌネコ依存中（2018年2月23日 - 4月27日、Amazonプライム・ビデオ） - ナレーション（山添）[55]
- 【バラステ】陸海空地球征服するなんて ラブアース → 人間観察恋愛バラエティ ラブアース（2018年 ‐ 2019年7月23日、AbemaTV） - MC（山﨑）
- タベドリ（2018年10月15日 - 11月6日、AbemaTV） - MC（山﨑）[56]
- 人間観察恋愛バラエティ ときめきトラベル（2019年8月6日 - 11月26日、AbemaTV） - 恋愛見届け人（山﨑）[57]
- 相席スタート山添の相席パチンコ（2023年6月 - 、YouTube「WINGチャンネル」） - （山﨑）
- 山添と令和オンナと夜の顔（2024年4月6日、AbemaTV） -  （山添）

### 配信ドラマ
- 火花（2016年6月3日配信 、Netflix） - ユキ 役（山﨑）

### 映画（出演）
- RUN!-3films-「追憶ダンス」（2019年11月2日公開、ムービー・アクト・プロジェクト） - 山﨑のみの出演
- パリピ孔明 THE MOVIE（2025年4月25日公開、松竹） - 岡部 役（山添）[58]

### 吹き替え
- フライト・リスク（2025年） - ジャニーン 役（山﨑）、通話相手男 役（山添）[59]

### ラジオ番組
- マイナビ Saturday Night Laugh → マイナビ Laughter Night（2015年、TBSラジオ） - 2015年7月月間チャンピオン
- 相席スタートの密会Midnight（2019年10月3日 - 2020年9月24日、文化放送）[60]
- ザ・ラジオショー（2020年9月8日 - 、ニッポン放送） - 山﨑のみ、火曜パートナー
- 卒業アルバムに1人はいそうな人を探すラジオ（2020年11月5日 - 2021年3月24日、文化放送）[61]  - 山﨑のみ、木曜担当
- 激イタ珍道中（2021年10月1日 - 2023年4月14日、さらば青春の光 Official Youtube Channel）- 山添のみ、メインパーソナリティ
- サクラバシ919（2022年4月5日 - 、ラジオ大阪、）- 山添のみ、火曜パーソナリティ

### CM
- JR東日本「タッチでGo!新幹線」（2018年4月） - 山﨑のみ
- 三菱地所「新しい匂いのする街シリーズ」『丸の内の健康意識』篇（2019年2月） - 山﨑のみ
- サントリー食品インターナショナル 「クラフトボス コーヒーニューニュー」（2022年2月28日 - ）- 山添のみ
- 宝くじ「クイックワン」（2023年4月10日 - ）- 山添のみ

## 作品

### 映画（作品）
- キスカム! 〜COME ON,KISS ME AGAIN!〜（2020年9月4日、吉本興業） - 脚本監修（山﨑）

## 著書

### エッセイ
- 山﨑ケイ（相席スタート）『ちょうどいいブスのススメ』（2018年4月25日、主婦の友社、ISBN 978-4-07-431295-5）
- 相席スタート『恋愛迷路は気づかないと抜けられない』（2018年11月23日、ワニブックス、ISBN 978-4-8470-9711-9）